# Cantone di Saint-Jean-en-Royans
Il Cantone di Saint-Jean-en-Royans era un cantone della Francia dell'arrondissement di Valence.
A seguito della riforma approvata con decreto del 20 febbraio 2014, che ha avuto attuazione dopo le elezioni dipartimentali del 2015, è stato soppresso.

## Composizione
Comprendeva i comuni di:
- Bouvante
- Échevis
- Léoncel
- La Motte-Fanjas
- Oriol-en-Royans
- Rochechinard
- Sainte-Eulalie-en-Royans
- Saint-Jean-en-Royans
- Saint-Laurent-en-Royans
- Saint-Martin-le-Colonel
- Saint-Nazaire-en-Royans
- Saint-Thomas-en-Royans